# Dendrocerus papu
Dendrocerus papu är en stekelart som beskrevs av Paul Dessart 1999. Dendrocerus papu ingår i släktet Dendrocerus och familjen trefåresteklar. Inga underarter finns listade i Catalogue of Life.